# Monaster św. Jana Teologa w Surze
Monaster św. Jana Teologa – prawosławny żeński klasztor we wsi Sura w obwodzie archangielskim, podlegający eparchii archangielskiej.
Inicjatorem powstania monasteru był ks. Iwan Siergiejew, znany jako Jan Kronsztadzki, urodzony w Surze. Pragnął on, aby mniszki żyjące w jego rodzinnej wsi dawały wszystkim jej mieszkańców przykład głębokiej wiary, życia wypełnionego modlitwą i pracą. Jan Kronsztadzki sam pobłogosławił miejsce, które wybrał na budowę klasztoru; miało to miejsce 14 czerwca 1899. W ciągu roku zakończona została budowa drewnianej monasterskiej cerkwi św. Jana Teologa. Jeszcze przed jej poświęceniem w Surze pojawiła się grupa 2 mniszek i 33 posłusznic, które miały tworzyć wspólnotę, formalnie otwartą ukazem Świątobliwego Synodu Rządzącego, potwierdzonym przez cara Mikołaja II 30 października 1899.
Wśród 35 pierwszych mieszkanek monasteru większość była pochodzenia chłopskiego, dwie były mieszczankami, dwie córkami kapłanów prawosławnych, zaś jedna wywodziła się z rodziny szlacheckiej. Dwie najmłodsze posłusznice miały po 13 lat. Przełożona wspólnoty, mniszka Barbara, oraz większość posłusznic przybyły do Sury z monasteru Narodzenia św. Jana Chrzciciela w Leuszynie, którym kierowała uczennica duchowa Jana Kronsztadzkiego, ihumenia Taisa. Zakonnice pomagały przy budowie klasztoru i urządzaniu przy nim ogrodów. Latem 1900 gotowy był już drewniany budynek z celami mniszek. Cerkiew klasztorną poświęcono 20 czerwca 1900, w czasie przyjazdu Jana Kronsztadzkiego do rodzinnej wsi. Duchowny współtworzył również szczegółową regułę monasteru, w której szczególne miejsce wyznaczono czytaniu Modlitwy Jezusowej. Kapłan odwiedzał wspólnotę co roku aż do swojej śmierci w 1908, ciesząc się nadzwyczajnym szacunkiem mniszek.
Monaster w Surze został zlikwidowany po rewolucji październikowej, w latach 20. XX wieku. W 1994, z błogosławieństwa biskupa archangielskiego i chołmogorskiego Pantelejmona została zorganizowana żeńska wspólnota, która postawiła sobie za cel reaktywację klasztoru i kontynuację jego tradycji. Z powodu początkowego fiaska starań eparchii o zwrot gruntu i budynków zlikwidowanego klasztoru, w 1996 nowy biskup archangielski i chołmogorski Tichon przekształcił wspólnotę w zupełnie nowy monaster św. Jana Teologa w Jerszowce.
Kolejną próbę odrodzenia monasteru podjęły mniszki przybyłe z Kazachstanu i Mołdawii w 1998. Według danych z oficjalnej strony eparchii obecnie w reaktywowanej wspólnocie przebywa 8 mniszek. W 2012 wspólnota otrzymała status pełnoprawnego monasteru, a jej przełożoną została ihumenia Mitrofania (Mikołko). Dwa lata później Rosyjski Kościół Prawosławny i władze obwodu archangielskiego zdecydowały o podjęciu współpracy na rzecz całkowitej odbudowy monasteru w związku z planowanymi na 2015 uroczystościami 25. rocznicy kanonizacji Jana Kronsztadzkiego.